# 산 도나토역
산 도나토 역 (San Donato)은 밀라노 지하철 3호선의 역이다. 1991년 5월 12일에 문을 열었다.
역 구조는 3면 2선의 지하 역으로, 두 터널로 나뉘어 있다. 주세페 임파스타토 로와 마리냐노 로 사이에 위치해 있으며, 바로 지상에는 밀라노 로고레도 역이 있다. 밀라노 시 내에 산도나토밀라네세와의 경계 부근에 자리해 있다.

## 시설
이 역에는 다음과 같은 시설이 있다.
- 장애인 접근시설
- 엘리베이터
- 에스컬레이터
- 매표기
- 역 감시카메라